# マルバトウキ
マルバトウキ（丸葉当帰、学名: Ligusticum scothicum subsp. hultenii）は、セリ科マルバトウキ属の多年草。海岸に生育する。別名、ハマトウキ。

## 特徴
根はゴボウ状に太い直根になる。茎は直立し、上部でまばらに分枝して、高さは30-100cmになる。茎は円く、中空で植物体全体に毛はない。葉は2回3出複葉で小葉は9個、小葉は卵形から円形で、長さ4-9cm、幅2-9cm、先は鋭頭または鈍頭になり、基部は広いくさび形、縁に鋸歯があり、葉質は厚く表面に光沢がある。葉柄は長さ3-25cmになり、紫色をおび、茎の上部のものは短い。側小葉の葉柄はほとんどない。
花期は7-9月。枝先に径3-8cmになる複散形花序をつけ、白色の花を多数密につける。萼歯片は5個で長さ0.5mmになるが不明瞭。花弁は5個で内側に曲がる。複散形花序の下の総苞片は数個あり、線形で、花柄は15-20個あり、長さ1-2cm。小花序の下の小総苞片は数個あり、線形で、小花柄は15-20個あり、長さ約3mmになる。雄蕊は5個あり、花柱は2個ある。果実は褐色に熟し、つやがあり、長さ8-11mmの長楕円形、2個の分果からなり、分果に5個の背隆条があり、脈状または翼状になる。油管は多数あり、分果の表面側の各背溝下に2-3個、分果が接しあう合生面に6個ある。

## 分布と生育環境
日本では、本州北部と北海道に分布し、海岸に生育する。世界では、朝鮮半島、樺太、千島列島、カムチャツカ半島、ウスリー、オホーツク海沿岸、アラスカに分布する。

## 名前の由来
和名マルバトウキは、「丸葉当帰」の意で、葉が円みをおびるセリ科植物で、漢名の「zh:当帰」をあてたが、当帰（トウキ）はシシウド属に属するため系統的には無関係である。
種小名（種形容語）scothicum は、「スコットランドの」の意味。亜種名 hultenii は、亜種の命名者であるスウェーデンの植物学者エリク・フルテンへの献名の形になるが、これは、Ligusticum hultenii Fernald (1930)と種小名が自分に献名されていた種を、エリク・フルテン自身が種から亜種 Ligusticum scothicum L. subsp. hultenii (Fernald) Hultén (1958) へと階級移動させた結果である。

## 利用
アイヌ人は食用とし、若い茎を生食したり、茎を刻んでご飯に炊き込んだ。または冬季の保存用食用として乾燥保存した。アリューシャン列島でも食用とされる。
また、葉を半日ほど蔭干したものを2-3月ほど3-4倍に希釈したホワイトリカーに漬けて、黄緑色のリキュールをつくることができる。漬けた葉は40-50日ほどで容器から取り上げる。

## ギャラリー

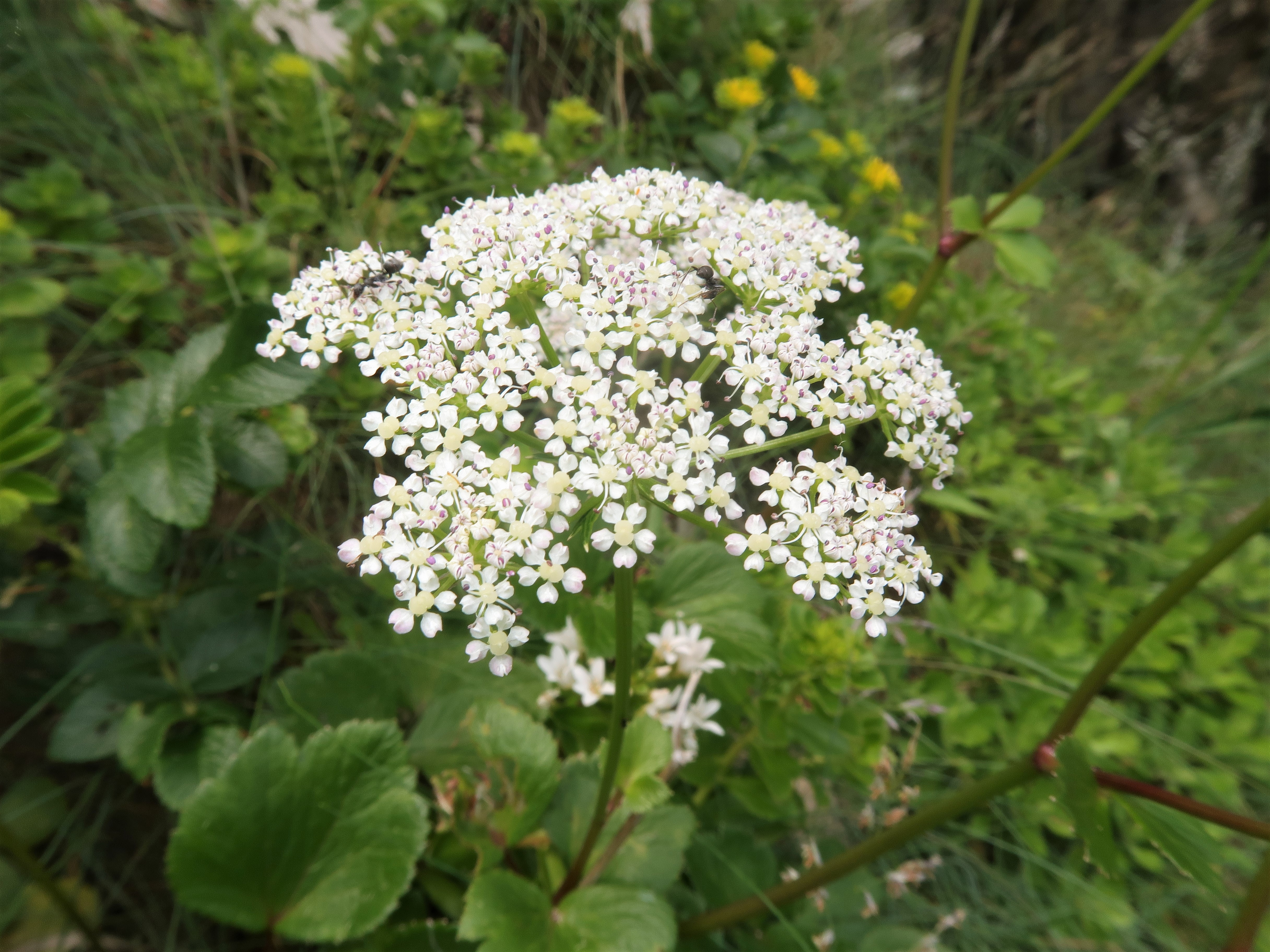
枝先に複散形花序をつけ、白色の花を多数密につける。
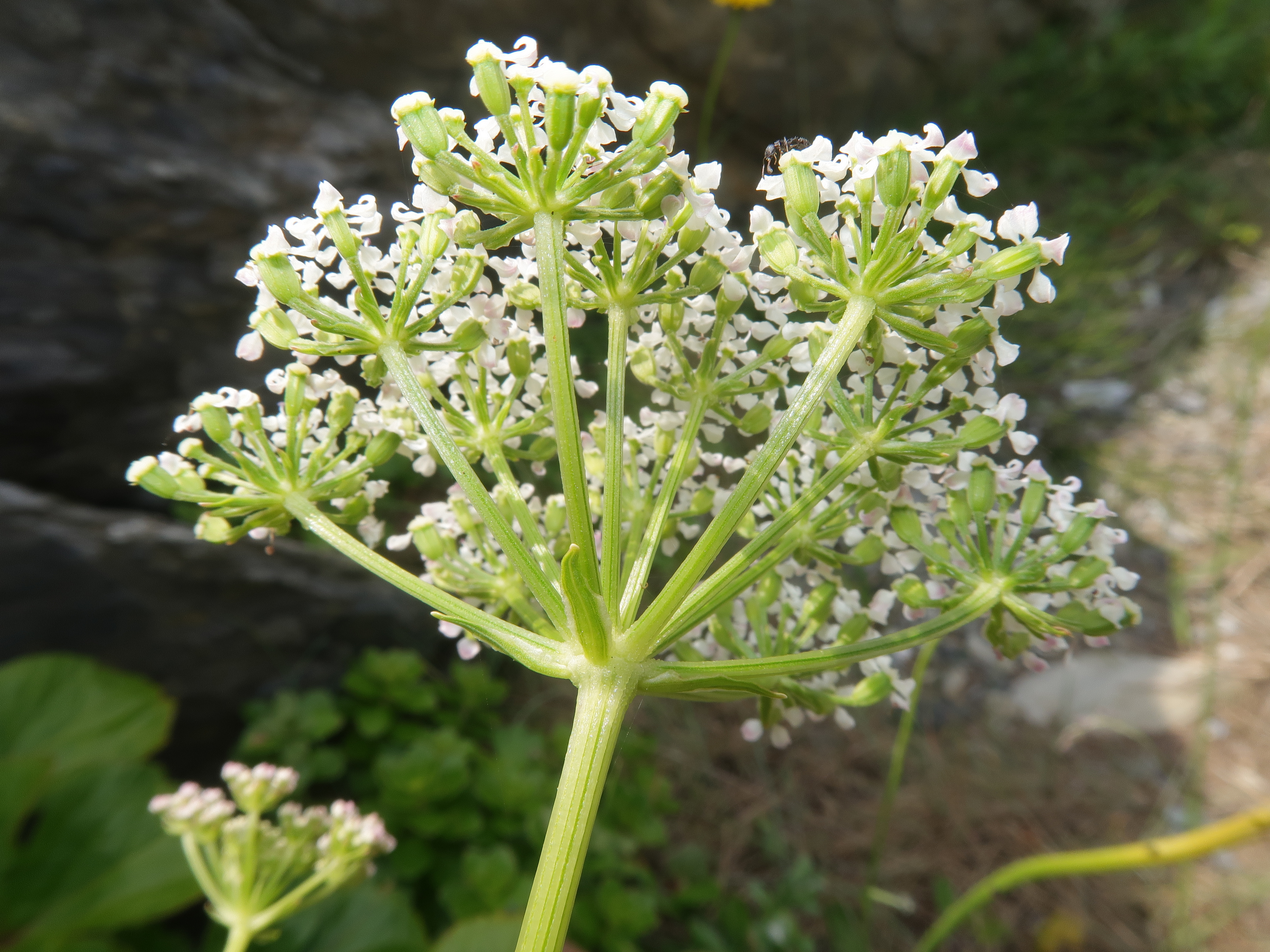
複散形花序の下に線形の総苞片が数個あり、花柄は15-20個ほどある。小花序の下に線形の小総苞片が数個あり、小花柄は15-20個ほどある。
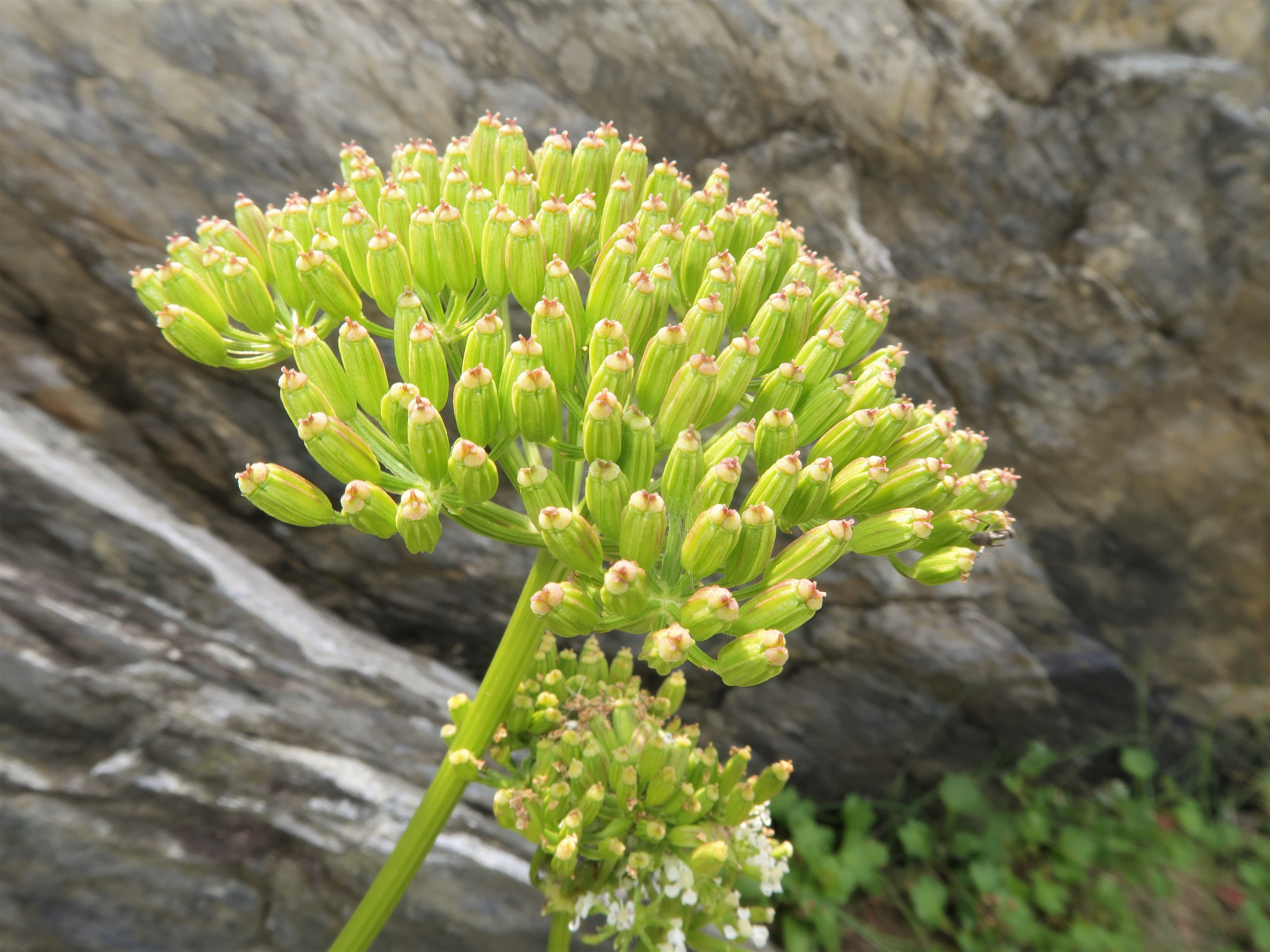
若い果実。分果に5個の背隆条があり、残存花柱の基部に柱下体がある。
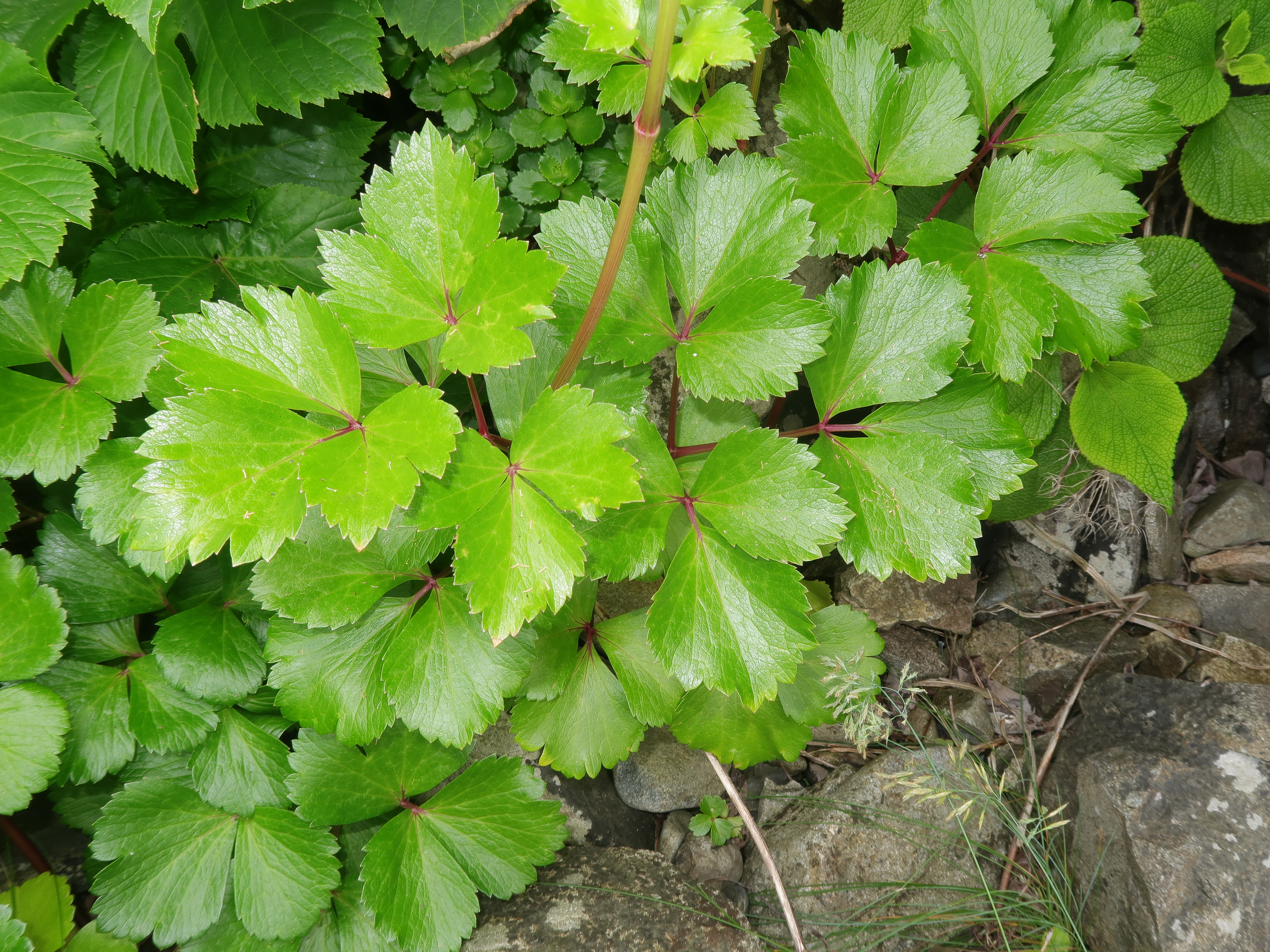
葉は2回3出複葉で小葉は9個、先は鋭頭または鈍頭になり、基部は広いくさび形、縁に鋸歯があり、葉質は厚く表面に光沢がある。葉柄は紫色をおびる。
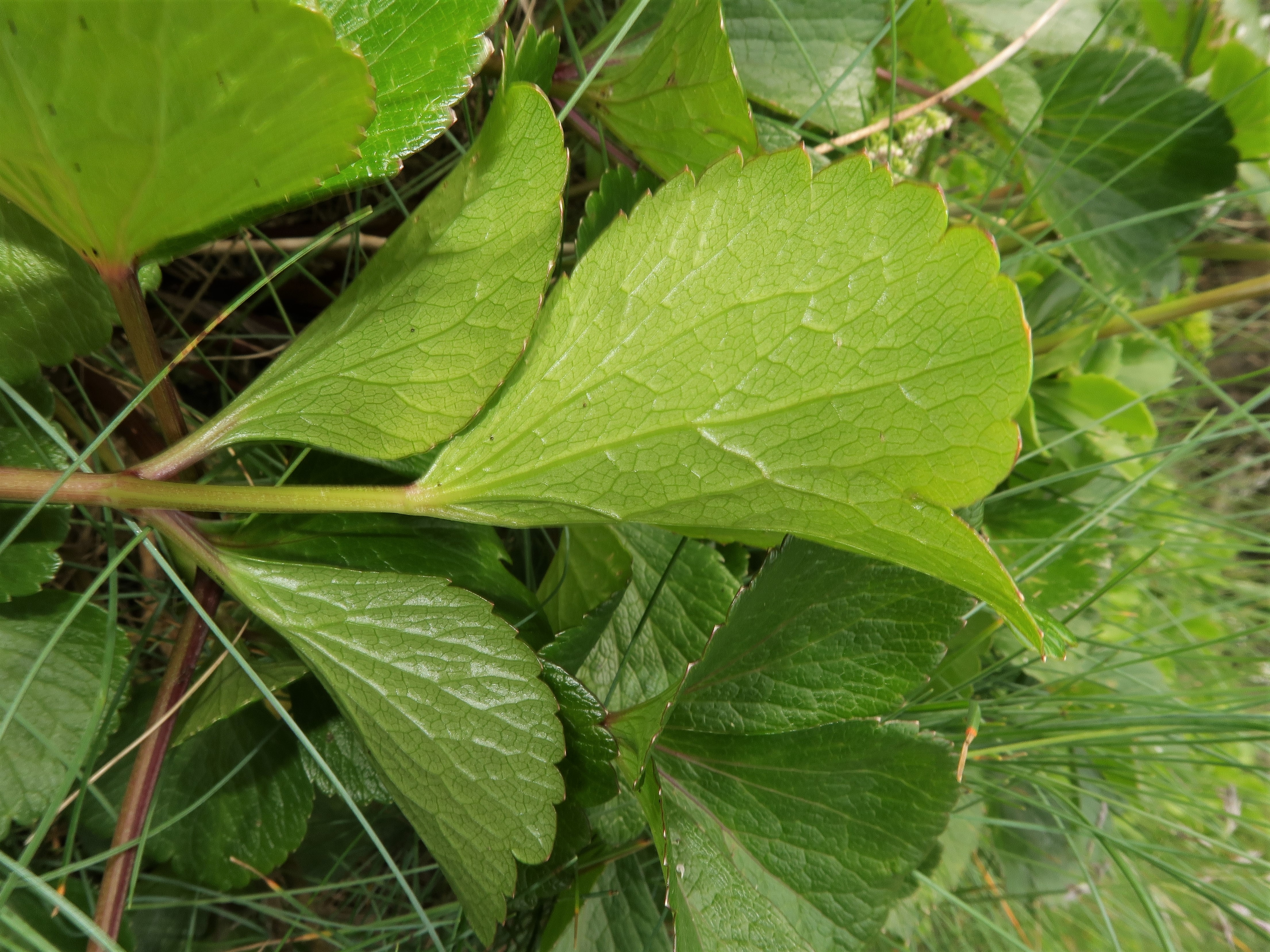
葉の裏面。
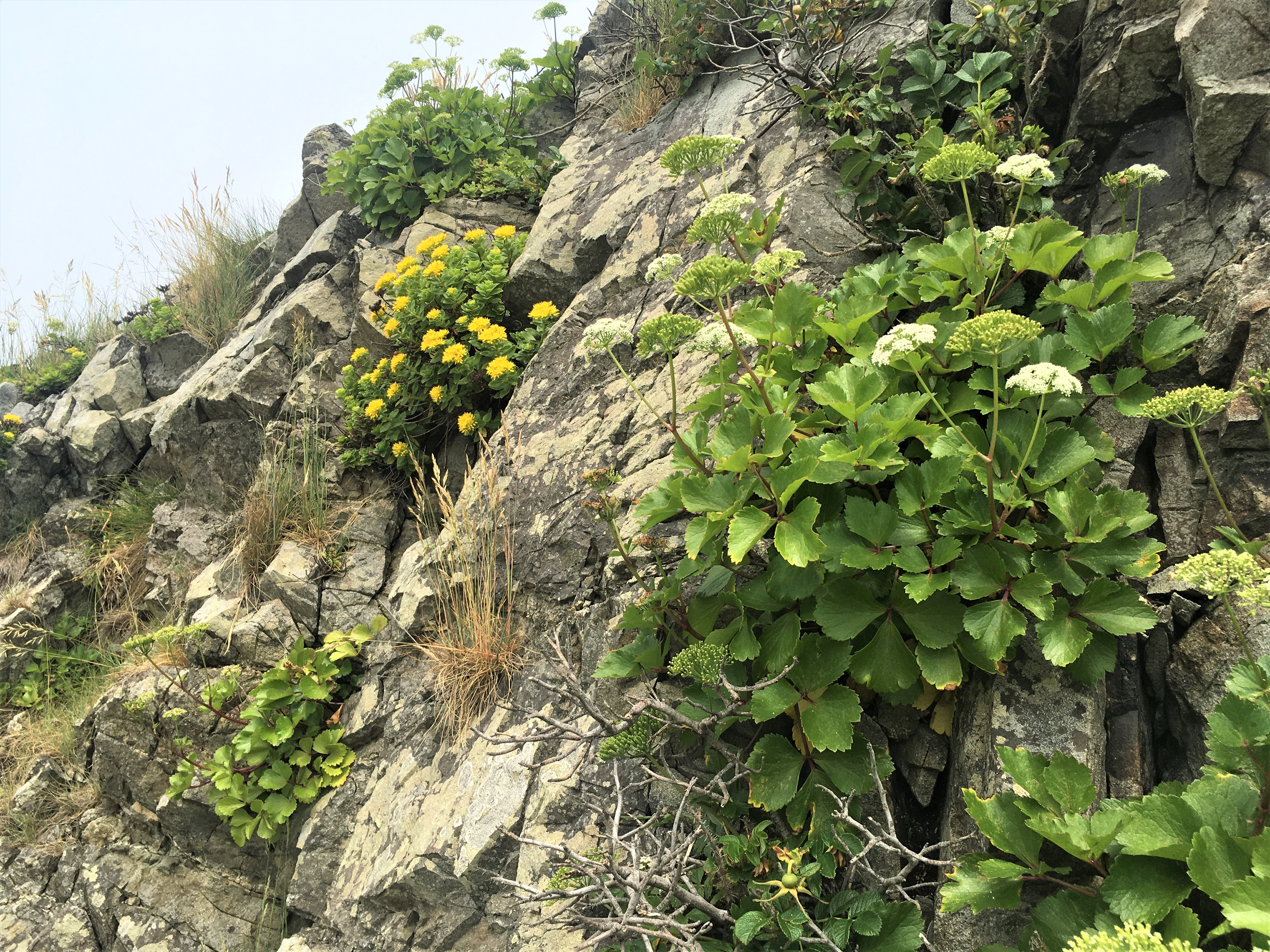
生育環境。海岸の岩場でキリンソウ、ハマナスとともに生えている。

## マルバトウキ属
マルバトウキ属（マルバトウキぞく、学名：Ligusticum L.）は、セリ科の属で、北半球に分布し、約60種あり、日本にはマルバトウキのみ1種が分布する。多年草で、葉は3出複葉または3出羽状複葉になる。花は複散形花序をなし、その基部に総苞片が、小花序の基部に小総苞片がある。ふつう萼歯片はなく、花弁は5個で白色。雄蕊は5個、花柱は2個あり、花柱の基部に隆起する柱下体は平たい円錐形になる。果実は分果の側面、ときに背面から圧扁を受け、油管は平たく途中で消える種がある。成熟した果実は、種子と果皮が分離する。属名、Ligusticum は、ラテン語で古代イタリアの Liguria 地方（リグーリア州）の形容語 Ligusticos に由来する。Liguria 地方では栽培品の薬用のセリ科植物が多かったという。
山崎敬 (2001) は、セリ科シラネニンジン属 Tilingia Regel について、「果実の稜の張り出す程度の違いで，マルバトウキ属 Ligusticum から区別されているが，大きな差異は見いだせないので，中国での処置と同様にマルバトウキ属として扱った」として、本属に含める見解を採る。 